# باکلان عینکی
باکلان عینکی یا باکلان پالاس (نام علمی: Phalacrocorax perspicillatus) نام یک گونه منقرض‌شده از سرده باکلان‌های سیاه است.